# Joakim Sjöhage
Ulf Joakim Sjöhage, född 27 september 1986 i Toarps församling, är en svensk före detta fotbollsspelare (anfallare).

## Karriär
Sjöhage började spela i Målsryds IF och gick sedan vidare till Dalsjöfors GoIF. Sportåret 2002 började han spela för IF Elfsborg och vann SM-guld med klubben 2006. Men Sjöhage lyckades inte etablera sig i Elfsborgs startelva och var för det mesta bänkad. 4 juli 2007 signerade Sjöhage ett treårskontrakt för SK Brann från Bergen, men spelåret 2008 var han tillbaka i IF Elfsborg på lån.
Sjöhage blev i december 2008 utlånad till Trelleborgs FF med en köpoption för skånelaget. Inför 2009 års allsvenska säsong har han gjort 12 mål på 79 allsvenska matcher. Han har även meriter från det svenska U21-landslaget.
3 november 2011 blev det klart att Varbergs Bois skulle värva Sjöhage till superettalaget där hans kontrakt utsträckte sig två år framåt. I augusti 2013 lånades han ut för resten av säsongen till division 2-klubben Tvååkers IF. Hans kontrakt gick ut efter säsongen 2013 och han valde att stanna i Tvååker, vilka han skrev på ett tvåårskontrakt med. Under säsongen 2014 gjorde han 17 mål på 23 matcher.
Efter säsongen 2016 avslutade Sjöhage sin elitkarriär. Han spelade en match för Galtabäcks BK i Division 5 2017. Säsongen 2018 spelade Sjöhage 16 matcher och gjorde fyra mål för Träslövsläge IF. Säsongen 2019 spelade han två matcher för Lilla Träslövs FF i Division 4.

## Meriter
IF Elfsborg
- Allsvenskan: 2006
- Supercupen: 2007

SK Brann
- Tippeligaen: 2007